# Apiúna
Apiúna is een gemeente in de Braziliaanse deelstaat Santa Catarina. De gemeente telt 10.996 inwoners (schatting 2009).
De plaats ligt aan de rivier de Itajaí-açu.

## Aangrenzende gemeenten
De gemeente grenst aan Ascurra, Ibirama, Indaial, Lontras en Presidente Nereu.

## Verkeer en vervoer
De plaats ligt aan de weg BR-470.